# 忘憂
〈忘憂〉，古琴曲。現存曲譜中僅見於《西麓堂琴統》，為該譜中最後一曲。今有琴家成公亮及姚丙炎打譜的版本。

## 相關記錄
《西麓堂琴統》：「是曲不知所從起，因觀宋本得此譜，亦外調之一存之以備參考」。

## 絃式
「離憂調」：慢一、二絃，緊五絃。

## 演奏版本
- 成公亮打譜。[3][4][5]
- 姚丙炎打譜，姚丙炎、姚公白演奏。[6][7][8][9]

## 外部連結
- YouTube上的〈忘憂〉